# Тунзассу
Тунзассу (Тунзас-Су, Тунзас) — река в России, протекает по Новокузнецкому району Кемеровской области.
Устье реки находится в 25 км от устья реки Тутуяс по правому берегу. Длина реки составляет 25 км. В 9 км от устья, по правому берегу впадает река Малый Тунзассу.

## Данные водного реестра
По данным государственного водного реестра России относится к Верхнеобскому бассейновому округу, водохозяйственный участок реки — Томь от истока до города Новокузнецк, без реки Кондома, речной подбассейн реки — Томь. Речной бассейн реки — (Верхняя) Обь до впадения Иртыша.